# Fundação Lemann
A Fundação Lemann é uma organização familiar sem fins lucrativos brasileira  que colabora com iniciativas para a educação pública em todo o Brasil e apoia pessoas comprometidas em resolver grandes desafios sociais do país.
A Fundação Lemann promove diversos cursos para estudantes e professores, assim como, em parceria com outras instituições, cursos em outras instituições. Entre estas, destacam-se universidade estadunidenses, como Harvard University, Yale University, Stanford University, Columbia University, University of Illinois, University of California e MIT.
Há também incentivo financeiro para propostas inovadoras na área de educação, programa conhecido como Start-Ed, e também propostas de políticas educacionais, envolvendo pais, professores, estudantes e secretarias de ensino. Além disso, disponibiliza cursos próprios e em parceria com outras instituições para melhorar a formação de educadores.
A fundação tem como diretor executivo o advogado Denis Mizne, formado pela Universidade de São Paulo. Denis foi visiting scholar no Human Rights Advocates Program, na Universidade Columbia, e Yale World Fellow, na Universidade Yale e é fundador e presidente do conselho do Instituto Sou da Paz e membro da Fundação Roberto Marinho e do GIFE (Grupo de Institutos, Fundações e Empresas).

## História
Registrada em 2001, a Fundação Lemann começou suas atividades em 2002 e em 2003 iniciaram-se as primeiras turmas de Gestão para Sucesso Escolar em São Paulo e Santa Catarina. Ao longo dos anos, novas turmas foram iniciadas em outros estados e outras regiões do território brasileiro. Além disso, destacam-se turmas para diretores e funcionários da rede pública de ensino. A partir de 2007, intercâmbios e bolsas começaram a ser negociadas com universidades estrangeiras, como a Universidade de Saint Gallen e de Zurique, na Suiça, e Harvard, nos Estados Unidos.
Hoje, a Fundação Lemann continua oferecendo cursos na área da educação, em vários estados do Brasil, e cursos também online. Além de formação educacional, a fundação também se passou a preocupar com o apoio ao empreendedorismo e às pesquisas científicas. Em 2011, foi inaugurado o Centro Lemann para a Inovação e o Empreendedorismo na Educação Brasileira, na Universidade de Stanford. O projeto quer acelerar os avanços no setor, por meio do financiamento de pesquisas e bolsas para a formação de pesquisadores. Em 2012, ocorreu o 1º Seminário Internacional do Centro Lemann de Stanford e Identificando Professores Eficazes, com o professor de Harvard Thomas Kane, onde reuniram-se 332 pessoas, de nove estados, incluindo representantes do Inep, da Capes e do MEC, gestores de secretarias de educação, pesquisadores de universidades.

### Jorge Paulo Lemann
Jorge Paulo Lemann é um empresário suíço-brasileiro, natural do Rio de Janeiro, descendente de imigrantes suíços. Os pais de Jorge Paulo Lemann emigraram da região de Emmental, na Suíça. Sua educação básica se deu na Escola Americana do Rio de Janeiro e graduou-se em economia na Universidade Harvard, formando-se em 1962.
Em agosto de 2014 Lemann possuía uma fortuna avaliada atualmente em R$ 49,85 bilhões, o que o torna o brasileiro mais rico e o segundo suíço mais rico. Sua fortuna é a 34ª maior do mundo. Hoje em dia, o Jorge vive 100 dias em sua casa em Rapperswil-Jona,  Suíça, 90 dias na sua casa em São Paulo, Brasil, e 70 dias no Estados Unidos. Seu primeiro casamento foi com a Maria de San Tiago Quental Dantas (1966 até 1986), juntos tiveram três filhos, e é casado desde 1991 com a Susanna Mally Lemann, juntos  tiveram três filhos, seus seis filhos são: Anna Victoria Lemann (1966), Paulo Alberto Lemann (1968), Jorge Felipe Lemann (1971), Marc Lemann (1991), Lara Lemann (1993) e Kim Lemann (1996). 
Lemann foi tenista e surfista na juventude, tendo representado a Suíça na Copa Davis de 1962 e o Brasil em 1973. Foi pentacampeão brasileiro de tênis.

## Parcerias com Universidades

### MIT
Em 2014, o Instituto de Tecnologia de Massachusetts (MIT, na sigla em inglês) e a Fundação Lemann firmaram uma parceria em 2014 para o programa Lemann Fellowship. Em 2015, a parceria foi ampliada para que a instituição oferecesse três bolsas para estudantes de mestrado e doutorado, ou que trabalhem no país. Visando a melhoria da educação pública do Brasil, essa parceria inclui três iniciativas: a promoção do ensino e aprendizagem de novas tecnologias, o apoio a estudantes brasileiros de pós-graduação ou que trabalhem no Brasil em forma de bolsas de estudo em áreas de educação, e a criação de um fundo de investimento para incentivar a pesquisa do MIT em conjunto com instituições e universidades brasileiras.

### Harvard
O Brazil Studies Program, criado em Harvard em 2006 e financiado pelo fundo Jorge Paulo Lemann, se propõe a apoiar estudantes e pesquisadores de qualquer nacionalidade que tenha o Brasil como foco de seus trabalhos acadêmicos. Além disso, também são oferecidos cursos colaborativos com universidades brasileiras e bolsas para acadêmicos brasileiros passarem alguns meses em Harvard como professor visitante. O objetivo é aumentar a produção de conhecimento de qualidade sobre o Brasil, ao incentivar o interesse pelo país e por estudo de temas brasileiros na universidade de Harvard. 

### CAPES
O Ministério da Educação juntamente com a Coordenação de Aperfeiçoamento de Pessoal de Nível Superior (CAPES) assinaram em 2012 o acordo de cooperação que permitiu, por meio do programa Ciência sem Fronteiras (CsF), a participação de estudantes brasileiros nos cursos de pós-graduação das universidades estadunidenses parceiras da Fundação Lemann até 2015. Dentre as universidades, estacam-se Harvard University, Yale University, Stanford University, Columbia University, University of Illinois (Urbana-Champaign) e University of California (Los Angeles). Coube à Fundação Lemann complementar as bolsas de estudos dos estudantes oferecidas pelo governo brasileiro e universidades parceiras.

## Projetos

### QEdu

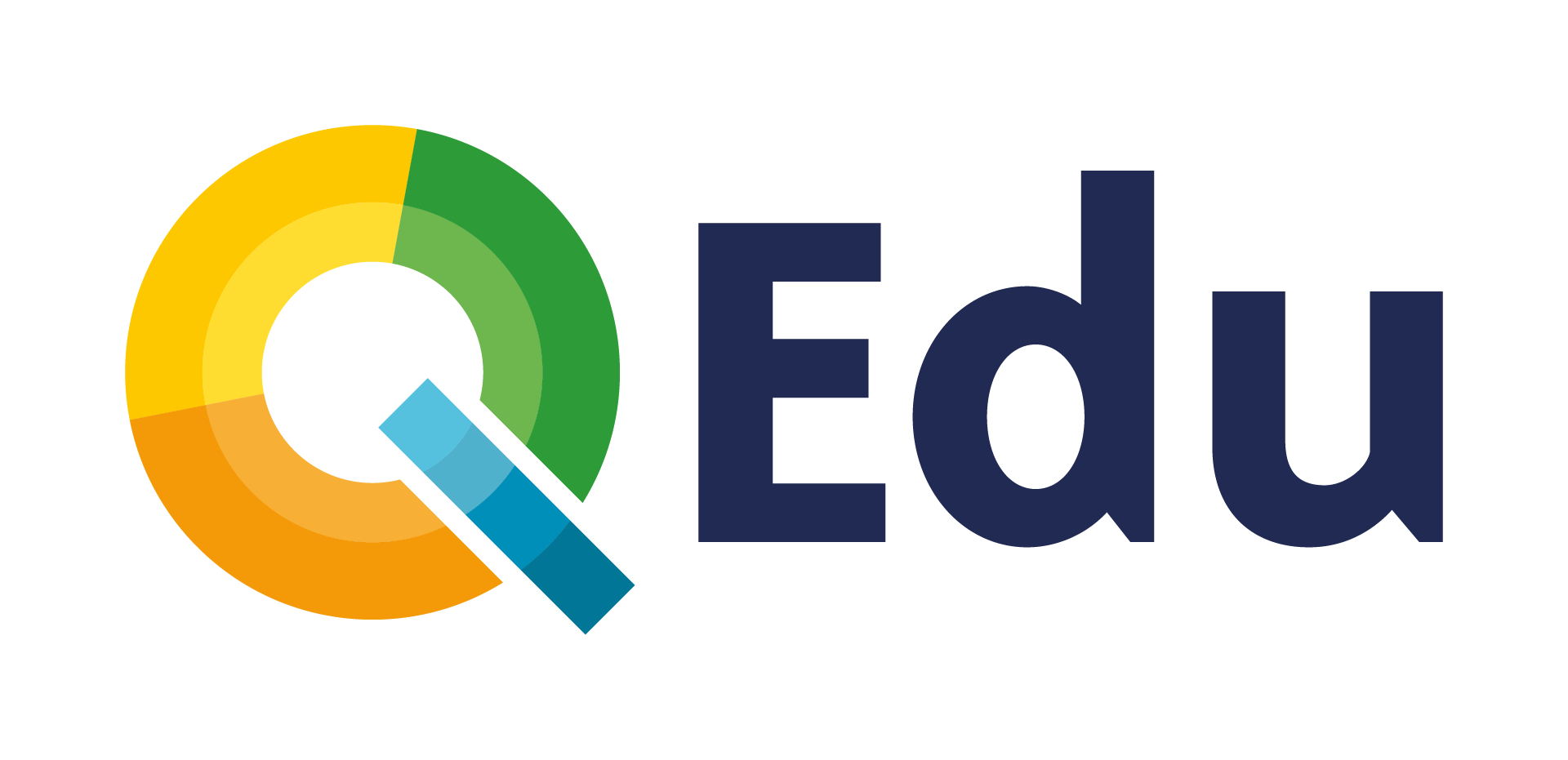
Logo do QEdu.

Em parceria com Meritt Informação Educacional, a Fundação Lemann fundou em novembro de 2012 o projeto QEdu. O projeto consiste em um portal online e gratuito de acompanhamento da evolução da educação básica das escolas públicas brasileiras. São utilizadas como fontes os dados do Saeb, Ideb, Enem e o Censo Escolar. Em 2020, o QEdu passou a ser gerido pelo Iede (Interdisciplinaridade e Evidências no Debate Educacional), e a partir de então foram lançadas novas plataformas ligadas à marca: QEdu Gestão, QEdu Analítico, QEdu Países e Iede Pedagógico.

### Khan Academy em português

Khan-Academy-logo

Em janeiro de 2014, a Fundação Lemann firmou parceria com o projeto Khan Academy, plataforma online gratuita de ensino de matemática. A parceria consiste na tradução da plataforma para português, e já possui centenas de milhares de materiais traduzidos.

### Cursos no Coursera

Coursera logo.

Paralelamente às universidades Unicamp e USP, a Fundação Lemann esteve entre as primeiras instituições brasileiras a oferecer do tipo MOOC. Isso foi feito em parceria com a Coursera, plataforma de MOOC gratuita. O primeiro curso oferecido é o de Gestão para Aprendizagem. Desde 2013, a fundação já vinha se envolvendo com tradução de cursos de universidades estadunidenses.

### Start-Ed
O Start-Ed é um programa de estímulo a startups educacionais. Em edições anuais, o programa seleciona os melhores projetos tecnológicos em educação, oferecendo apoio financeiro e formação orientada e focada nos desafios deste setor, fomentando parcerias e garantindo a troca de conhecimento. Para participar do programa, a startup não precisa necessariamente ter um produto pronto, mas uma ideia sólida e uma equipe formada. A fase de formação dura seis meses, contando com cursos e workshops. Após isso, o grupo recebe apoio financeiro para colocar a ideia em ação.
O Start-Ed nas Escolas oferece aporte de 100 mil a 300 mil reais para startups sem fins lucrativos com projetos para as escolas públicas do Brasil. É necessário poder oferecer o produto ou serviço para, no mínimo, 500 alunos.